# Amish

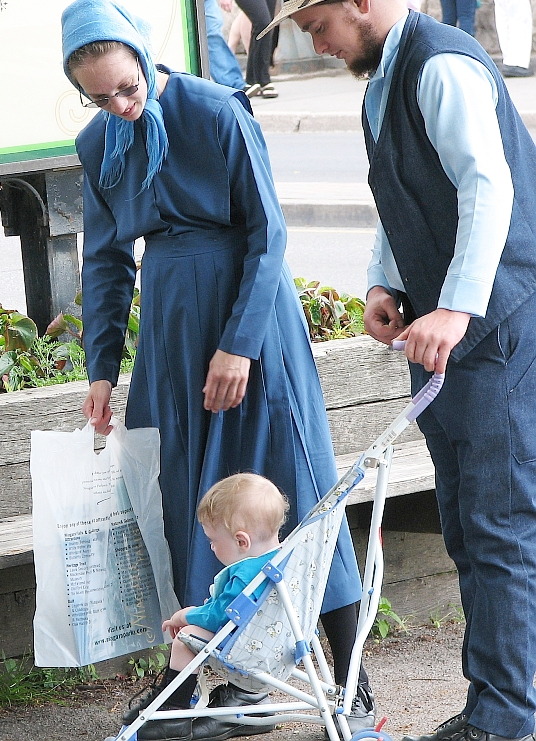
Familie amish

Amish este o comunitate religioasă creștină cu doctrină anabaptistă, caracterizată mai ales prin felul de trai simplu și tradițional și rezistența pe care o opune în fața adoptării obiceiurilor și utilităților moderne. În lume există peste 350.000 de persoane (conform datelor din 2020) aparținând acestei comunități, cea mai mare parte (98%) trăind în Statele Unite (în 31 de state), plus o populație mică (5.600 de persoane) în provincia canadiană Ontario.
Populația amish își are originea în emigranții elvețieni de limbă germană. Ei cred în Noul Testament, în forma sa strict literară, și duc o viață izolată de lumea modernă. Valorile lor, de care se lasă ghidați, sunt pacifismul și traiul simplu. Veșmintele lor sunt ca acelea ce se purtau în secolele XVII și XVIII. Majoritatea populației amish vorbește, ca limbă maternă, limba Deitsch sau limba germană din Pennsylvania. Populația amish născută după 1960, cu vederi mai progresiste, tinde să împrumute limba engleză în vorbirea curentă. Dintre comunitățile timpurii, care s-au stabilit în Statele Unite, multe au renunțat la identitatea amish și au devenit menoniți.

## Stil de viață

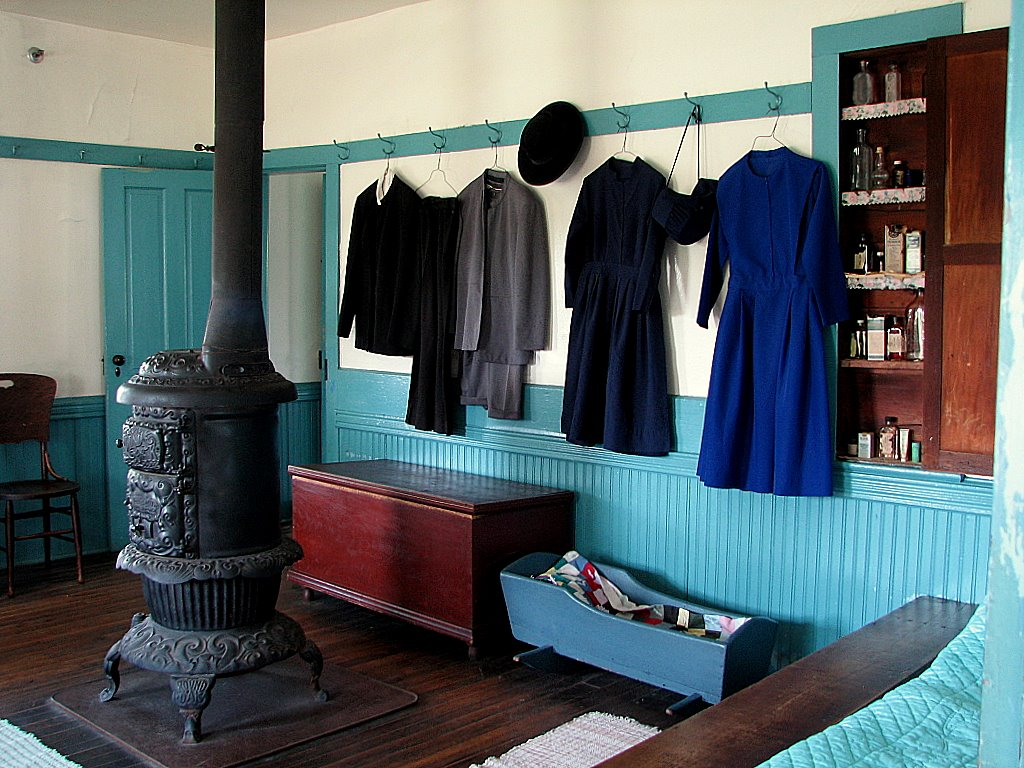
Interior al unei locuințe amish

Stilul de viață al populației amish este dictat de un regulament numit "Ordnung". Regulamentele diferă de la comunitate la comunitate. Ceea ce într-o comunitate poate fi interzis, în alte comunități poate fi permis. De aceea, nu se poate defini un stil de viață general acceptat pentru toate comunitățile amish. Regulamentul bisericesc (Ordnung) privește pe toți cetățenii comunității și acoperă toate aspectele vieții de zi cu zi, inclusiv îngrădiri și limitări în ceea ce privește folosința curentului electric, telefoane, autovehicule, vestimentație. Majoritatea populației amish nu acceptă asistența guvernamentală și nici nu efectuează stagiul militar. Membrii grupării care acceptă aceste servicii riscă să fie excomunicați.
Electricitatea este văzută ca o legătură cu exteriorul, cu englezii, plus că ar duce la dispariția tradițiilor și renunțarea la stilul de viață simplu, prin adoptarea electrocasnicelor. În unele comunități ea este acceptată, însă fără a se lega la rețelele naționale de energie electrică. Acele comunități își produc singure electricitatea sau folosesc baterii. În general, nu se folosesc baterii și rețele superioare a 12V, ca să nu se poată folosi televizoare, uscătoare de păr sau mașini de spălat.
În regulamentul privitor la vestimentație, în unele comunități nu sunt permiși nasturii. Populația amish e recunoscută pentru eficiența agriculturii și pentru confecționarea plapumelor. În unele comunități amish, este permisă folosirea semințelor de plante modificate genetic.
În unele comunități, cei neînsurați se bărbieresc, în timp ce aceia căsătoriți își lasă barba lungă, iar în altele, această schimbare se produce la botez. În general, mustățile sunt interzise pentru că amintesc de obiceiurile militarilor europeni, care i-au supus la persecuție politică și religioasă în secolele XVI și XVII. Populația amish se botează odată ajunsă la vârsta maturității și este considerată o alegere a fiecărui individ în parte de a se boteza și de a rămâne în comunitate, sau de a nu se boteza și de a părăsi comunitatea. Marea parte a descendenților amish aleg să fie botezați. În unele comunități, li se permite tinerilor să ducă o viață modernă în lumea englezilor pentru un an de zile, acest fapt făcându-i să-și poată alege în cunoștință de cauză drumul în viață. În unele comunități, se rupe total și irecuperabil contactul cu persoanele care au ales să părăsească comunitatea, iar în altele li se permite contactul cu familia. Nu toate comunitățile sunt în comuniune între ele; comunitățile mai conservatoare le pot considera pe cele mai progresiste ca ne-amish și să nu permită contactul între ele, și nici căsătoria între membrii acestora.

## Conflicte de ordin legal

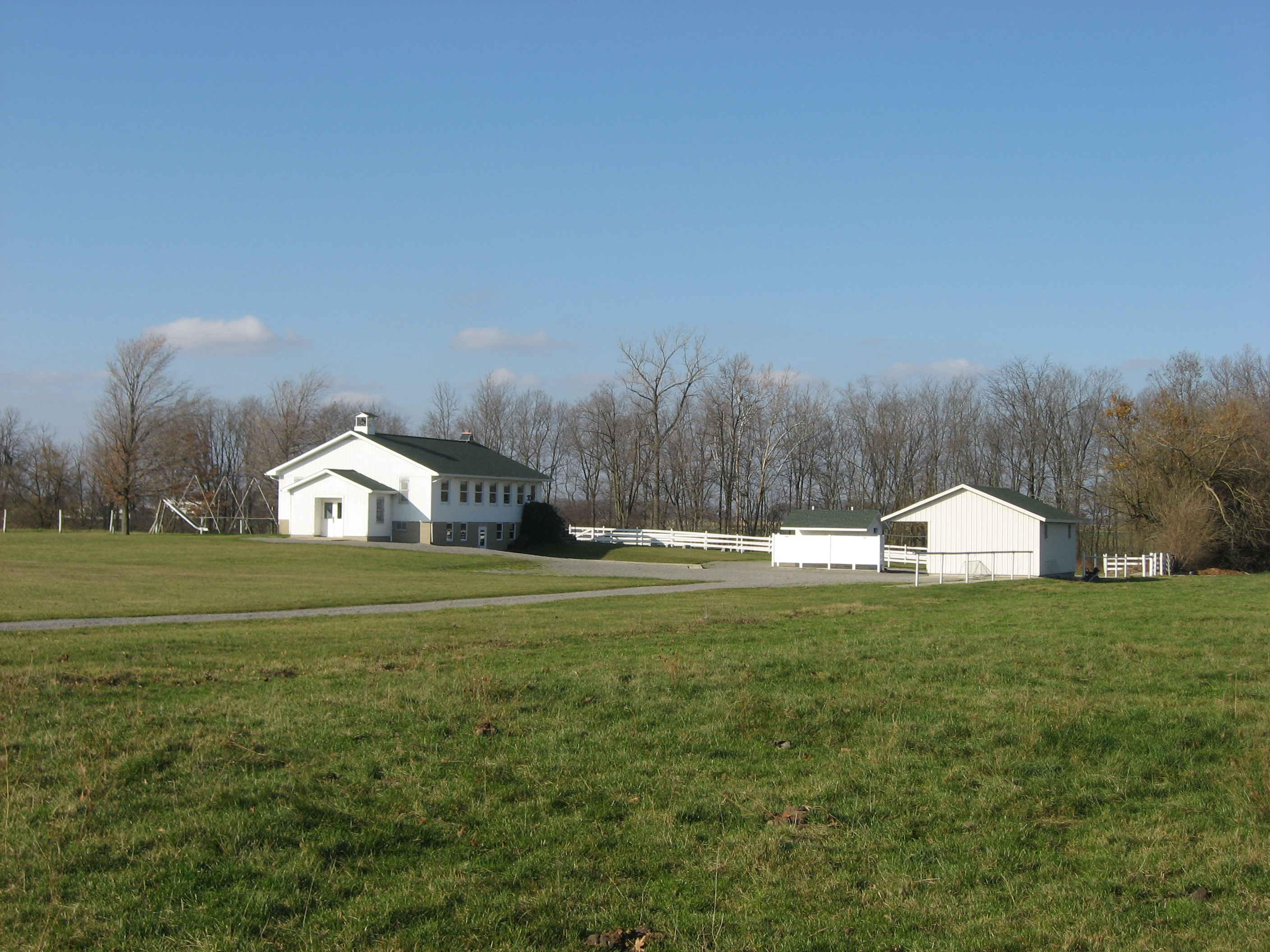
O școală Amish în apropiere de New Richland, Ohio

Comunitatea amish se simte presată de legile moderne cu privire la exploatarea prin muncă a copiilor. În regulamentele lor străvechi bisericești, în educarea copiilor intră și faptul că aceștia trebuie să muncească din greu, ceea ce este în opoziție cu legile țărilor în care trăiesc. Ei plătesc impozite și taxe pentru servicii și bunuri pe care refuză să le primească.
Un caz interesant este cel al lui Valentine Byler, membru amish care, conform International Revenue Service, în 1956, avea de plată peste 300 de dolari pentru asigurări sociale.
Neavând conturi bancare, inspectorii i-au confiscat caii pe care îi utiliza în lucrări agricole.
Cazul a stârnit ecouri în mass-media și, în cele din urmă, Senatul american este nevoit să introducă un amendament în Codul Fiscal american, prin care grupurile religioase care nu doresc să beneficieze de serviciile sociale ale statului să fie exceptate de la plata contribuțiilor.

## Endogamia
Din cauza că populația amish provine din puținii membri fondatori din secolul XVII, rata cosangvinității este mare, incidența bolilor genetice ereditare fiind mare. Aceste boli sunt rar răspândite în afara comunităților amish sau chiar unice, unele dintre ele destul de severe. Aceste tulburări genetice au dus la o rată a mortalității infantile mai însemnată decât a celor din exterior. Ei privesc aceste tulburări ca dorință dumnezeiască și refuză orice examinare a părinților sau a fătului în timpul sarcinii.

## Demografie
Populația amish trăiește în 490 de așezări (2016) în Statele Unite ale Americii (circa 303.000 persoane în 2016), primordial în state ca Ohio (comitatul Holmes, etc.), Pennsylvania (comitatul Lancaster, etc.) și Indiana (comitatul LaGrange, etc.), ș.a.m.d., dar și în Ontario, Canada (cca. 5.500 persoane). Unii dintre membrii comunității „Beachy Amish” au plecat în America Centrală, în încercarea de a fugi de lumea modernă, și s-au stabilit în zona orașului San Ignacio, Belize, formând acolo o comunitate.

### Evoluție demografică în Statele Unite

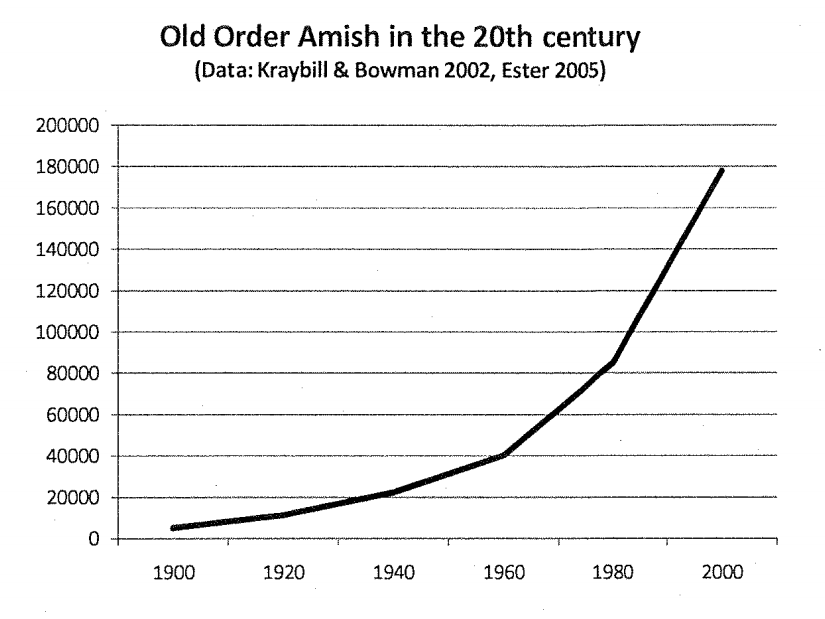
Acest grafic prezintă creșterea populației Amish în secolul XX

| An   | Populație | % din tot. pop. | % creștere |
| ---- | --------- | --------------- | ---------- |
| 1920 | 5.000     | 0,004%          | ▬          |
| 1928 | 7.000     | 0,007%          | ▲40%       |
| 1936 | 9.000     | 0,007%          | ▲28,6%     |
| 1944 | 13.000    | 0,009%          | ▲44,4%     |
| 1952 | 19.000    | 0,012%          | ▲46,2%     |
| 1960 | 28.000    | 0,015%          | ▲47,4%     |
| 1968 | 39.000    | 0,019%          | ▲39,3%     |
| 1976 | 57.000    | 0,026%          | ▲46,2%     |
| 1984 | 84.000    | 0,035%          | ▲47,4%     |
| 1992 | 125.850   | 0,049%          | ▲49,8%     |
| 2000 | 166.000   | 0,059%          | ▲31,9%     |
| 2010 | 244.770   | 0,079%          | ▲47,7%     |
| 2016 | 302.575   | 0,093%          | ▲23,6%     |

#### Populația după stat
| Stat                       | Pop. 2010 | % 2010 | Pop. 2016 | % 2016 | creștere % 2010–2016 |
| -------------------------- | --------- | ------ | --------- | ------ | -------------------- |
| Ohio                       | 58.590    | 0,51%  | 72.495    | 0,62%  | +23,7%               |
| Pennsylvania               | 59.350    | 0,46%  | 70.890    | 0,55%  | +19,4%               |
| Indiana                    | 43.710    | 0,67%  | 51.660    | 0,78%  | +18,2%               |
| New York                   | 12.015    | 0,06%  | 18.360    | 0,09%  | +52,8%               |
| Wisconsin                  | 15.360    | 0,27%  | 18.050    | 0,31%  | +17,5%               |
| Michigan                   | 11.350    | 0,11%  | 14.495    | 0,14%  | +27,7%               |
| Missouri                   | 9.475     | 0,16%  | 11,465    | 0,19%  | +21,0%               |
| Kentucky                   | 7.750     | 0,18%  | 10.375    | 0,23%  | +33,9%               |
| Iowa                       | 7.190     | 0,23%  | 9.070     | 0,29%  | +26,1%               |
| Illinois                   | 6.860     | 0,05%  | 7.095     | 0,05%  | +3,4%                |
| Minnesota                  | 3.150     | 0,06%  | 4.535     | 0,08%  | +44,0%               |
| Tennessee                  | 2.125     | 0,03%  | 2.750     | 0,04%  | +29,4%               |
| Kansas                     | 1.485     | 0,05%  | 2.025     | 0,07%  | +36,3%               |
| Delaware                   | 1.350     | 0,15%  | 1.500     | 0,16%  | +11,1%               |
| Maryland                   | 1.350     | 0,02%  | 1.485     | 0,02%  | +10,0%               |
| Virginia                   | 300       | –      | 1.080     | 0,01%  | +260,0%              |
| Oklahoma                   | 675       | 0,01%  | 945       | 0,02%  | +40,0%               |
| Maine                      | 225       | 0,01%  | 810       | 0,06%  | +260,0%              |
| Colorado                   | 810       | 0,01%  | 675       | 0,01%  | -16,6%               |
| Montana                    | 675       | 0,07%  | 675       | 0,06%  | 0,0%                 |
| Nebraska                   | 150       | 0,01%  | 675       | 0,03%  | +350,0%              |
| Virginia de Vest           | 225       | 0,01%  | 405       | 0,02%  | +80,0%               |
| Arkansas                   | 225       | –      | 270       | –      | +20,0%               |
| Carolina de Nord           | 75        | –      | 170       | –      | +126,7%              |
| Florida                    | 75        | –      | 150       | –      | +100,0%              |
| Mississippi                | 75        | –      | 150       | –      | +100,0%              |
| celelalte state (6)        | 225       | –      | 320       | –      | +                    |
| Statele Unite ale Americii | 244.770   | 0,079% | 302.575   | 0,093% | +23,6%               |

## Practici religioase

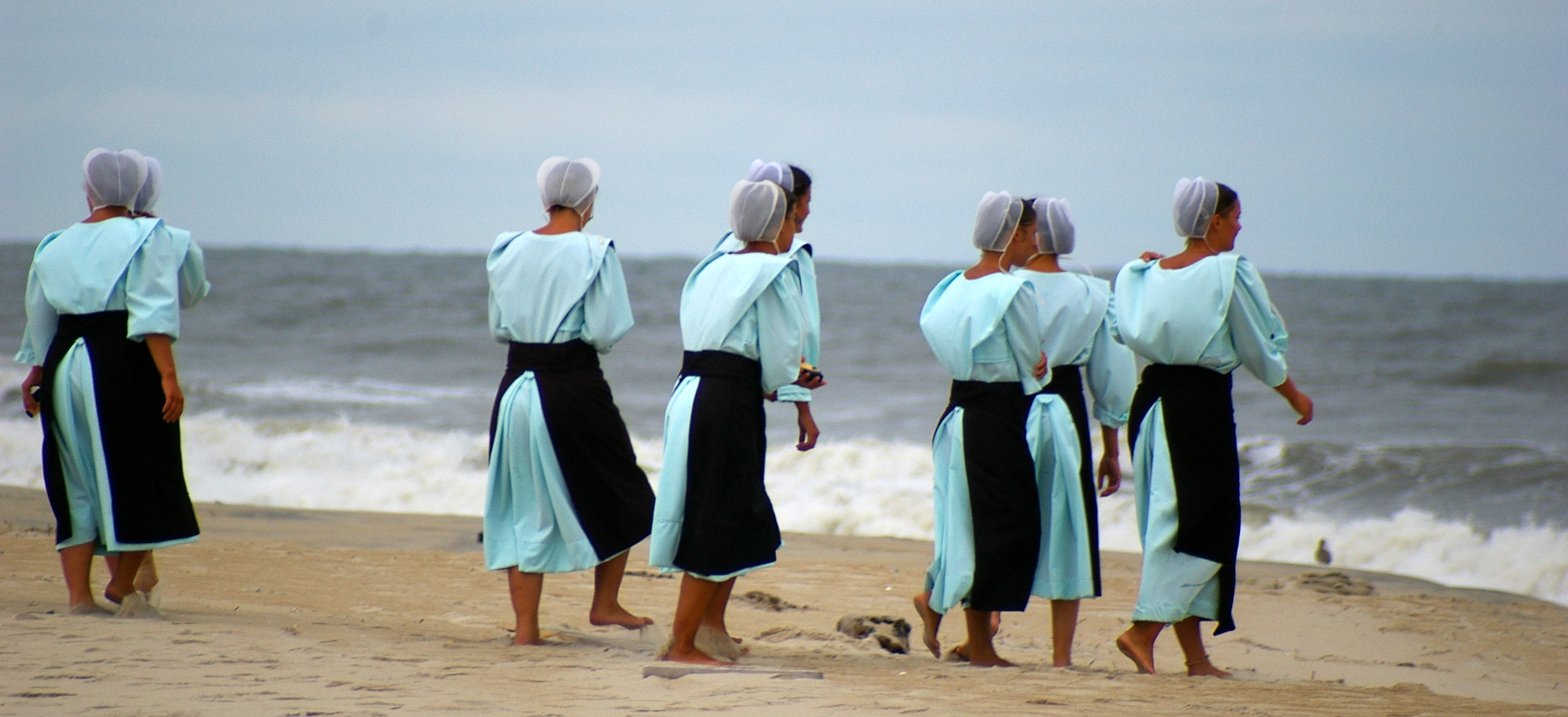
Femei amish la malul mării

Populația amish nu are biserici; celebrarea ritualurilor se ține în mod privat în propriile locuințe. Această practică derivă din Noul Testament și din ideologia anabaptistă.
Membrii populației amish au Biblia ca îndrumar în viață. Izolarea față de restul lumii se bazează pe ideea că sunt rasa aleasă, adevărata comunitate creștină, o nație sfântă, poporul lui Dumnezeu (1Petru 2:9) și nu se conformează acestei lumi (Romani 12:2), evitând iubirea acestei lumi și a lucrurilor ce există în ea (1Ioan 2:15) și conform ideii că prietenia cu lumea este dușmănie față de Dumnezeu (Iacob 4:4).
Pentru a evita contactul cu lumea exterioară, membrii comunităților preferă să lucreze în atelierele proprii, în agricultură. Se ocupă și de fabricarea artizanală a produselor decorative dedicate turiștilor.

## Populația amish în cinematografie

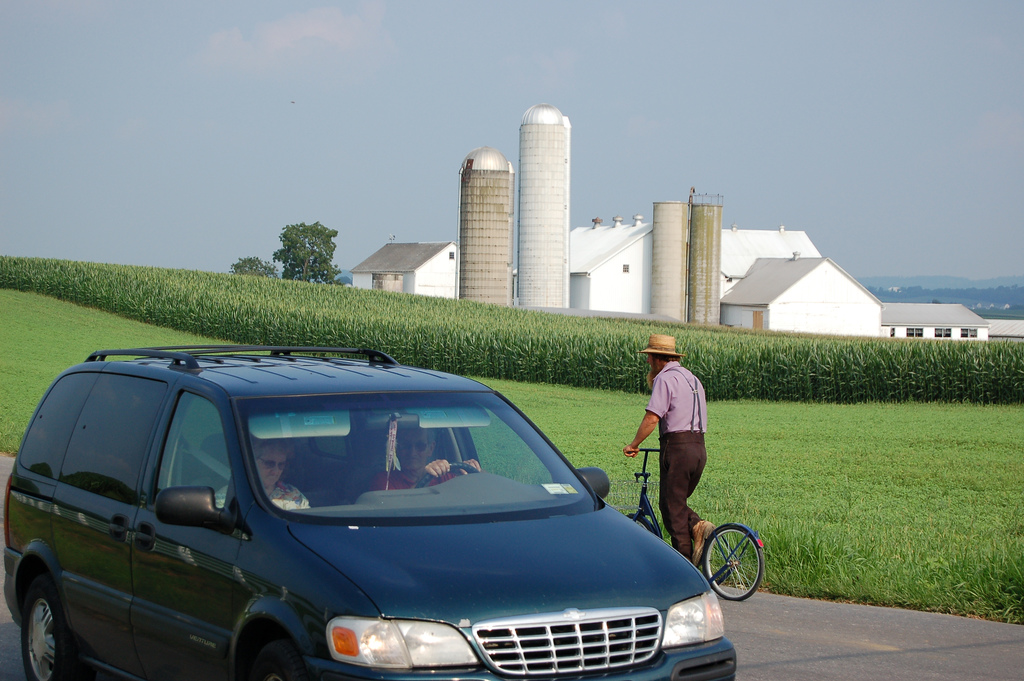
O fermă modernă a comunității Amish

- în pelicula Witness, de Harrison Ford personajul principal se ascunde într-o comunitate amish.
- Sex Drive
- Kingpin
- Amish Grace, film ce relatează o întâmplare reală din octombrie 2006, când o persoană înarmată a intrat într-o școală și a tras asupra a 10 fetițe, omorând 5 dintre acestea.
- The Village este inspirat din viața comunităților amish.
- comedia For Richer or Poorer
- în filmul North personajul principal face cunostință cu o comunitate Amish în timp ce își căuta o familie, însă pleacă la scurt timp după ce îi vede, neplăcându-i modul lor de viață.
- episoade din serialele Anatomia lui Grey, Bones, Cold Case, Dosarele X , Orange is the New Black au tratat asupra temei.
- desenele animate Familia Simpson, O familie dementă sau Pinky and the Brain au atins, în unele episoade ale lor, subiectul.
- "Salvați-o pe Sarah!" (titlu românesc). Filmul expune povestea a cinci copii din comunitatea Amish rămași orfani.  Aceștia sunt luați sub tutela unei mătuși, Sarah, care trăiește în comunitatea actuală și astfel micuții se confruntă cu o serie de probleme de adaptare la noul mod de viață.
- Serialul TV Banshee (2013)